# والتر إتش ستيفنز
والتر إتش ستيفنز (بالإنجليزية: Walter H. Stevens)‏ هو ضابط أمريكي، ولد في 24 أغسطس 1827 في بن يان في الولايات المتحدة، وتوفي في 12 نوفمبر 1867 في ولاية فيراكروز في المكسيك.